# Thanatus jabalpurensis
Thanatus jabalpurensis är en spindelart som beskrevs av Gajbe 1999. Thanatus jabalpurensis ingår i släktet Thanatus och familjen snabblöparspindlar. Inga underarter finns listade i Catalogue of Life.